# Carriacou Island

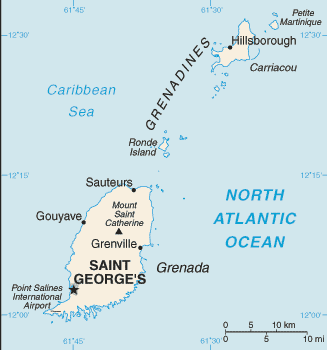
Lägeskarta över Carriacou Island

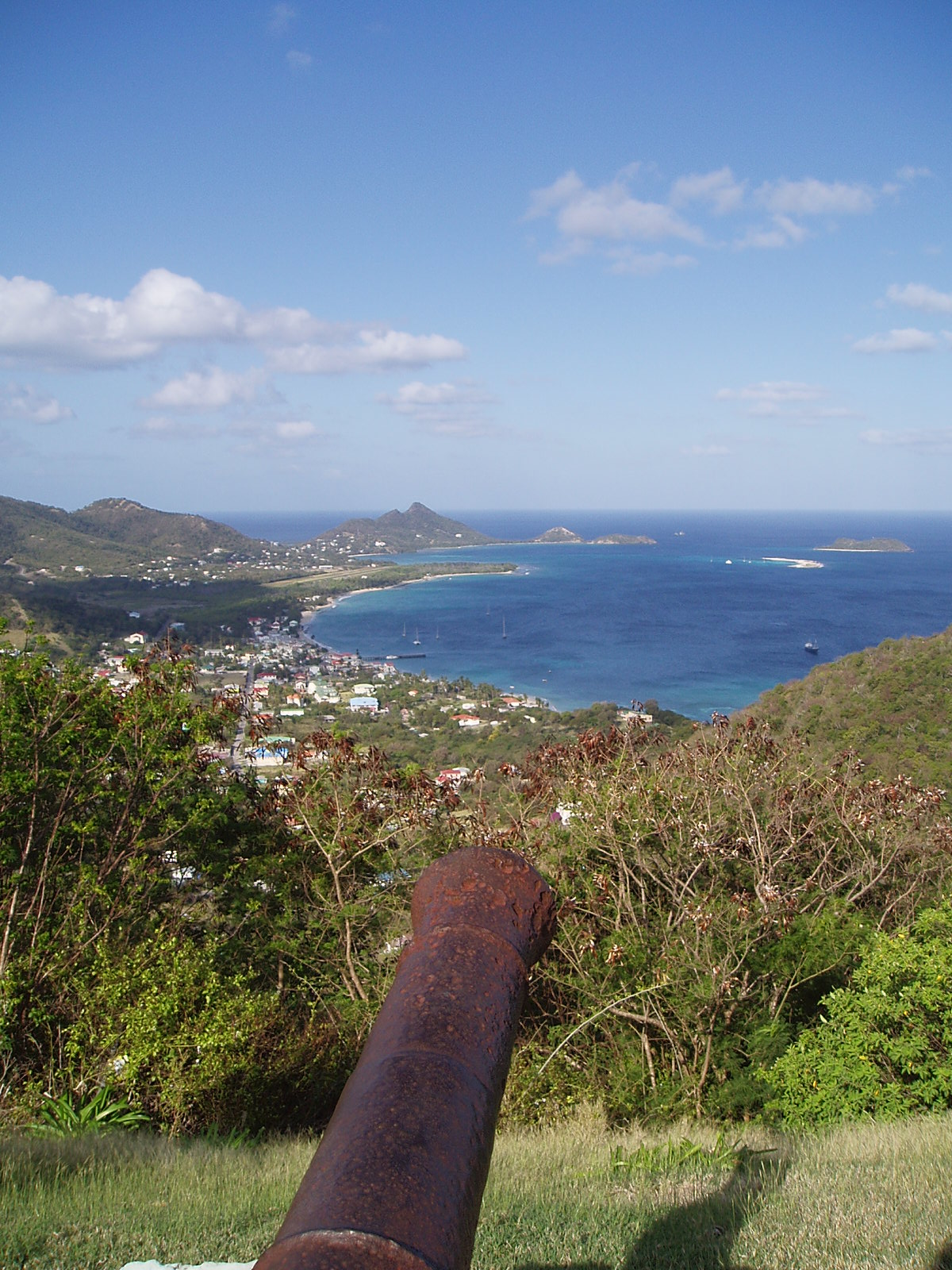
Hillsborough, huvudort på Carriacou

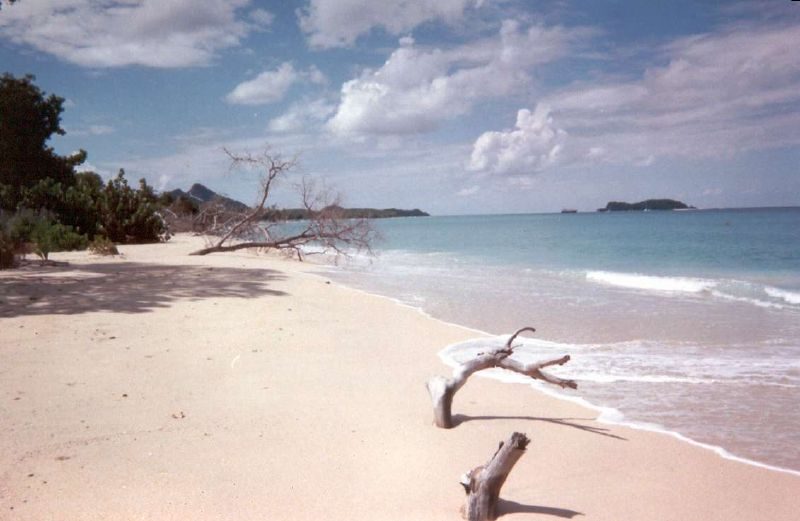
Stranden nära Hillsborough

Carriacou Island är den största ön i ögruppen Grenadinerna bland de södra Små Antillerna i Karibiska havet i Västindien. Ön tillhör Grenada.

## Geografi
Carriacou Island ligger cirka 30 km nordöst om ön Grenada, cirka 9 km nordöst om ön Ronde Island och cirka 6 km väster om ön Petite Martinique. Ön har en areal om cirka 34,1 km² med en längd på cirka 11 km och cirka 3 km bred.
Öns högsta punkt är High Point North på cirka 290 m ö.h.
Huvudort är Hillsborough med ca 600 invånare på öns västra del, övriga större orter är L'Esterre, Grand Bay, Harvey Vale och Windward.
Befolkningen uppgår till cirka 8 000 invånare.
Ön flygplats heter Lauriston Airport (flygplatskod "CRU") och har kapacitet för lokalflyg, den ligger cirka 1 km väster om Hillsborough.
Carriacou omges av några småöar med Mabouya och Sandy Island i väst och Saline Island (0,3 km²), White Island, Fregate Island (0,4 km²) och Large Island (0,5 km²) i söder. Hela området omges av ett korallrev.

## Historia
Carriacou beboddes redan kring 1000-talet av Arawakindianer som senare fördrevs av Kariber. Namnet härstammar från kariberspråket och betyder land som omges av rev.
Det första skriftliga omnämnandet dateras till år 1656 som “Kayryouacou” nedtecknad av franske Père du Tertre.
Hela Grenada löd under Frankrike mellan åren 1650 till 1756 då området erövrades av England tills landet blev oberoende nation 1974.